# Diego Rosati
Diego Rosati (Viedma, 22 de noviembre de 1978) es un deportista argentino que compitió en judo. Ganó tres medallas en el Campeonato Panamericano de Judo entre los años 1999 y 2010.

## Palmarés internacional
| Campeonato Panamericano | Campeonato Panamericano    | Campeonato Panamericano | Campeonato Panamericano |
| Año                     | Lugar                      | Medalla                 | Categoría               |
| ----------------------- | -------------------------- | ----------------------- | ----------------------- |
| 1999                    | Montevideo (Uruguay)       | Medalla de bronce       | –90 kg                  |
| 2008                    | Miami (Estados Unidos)     | Medalla de plata        | –90 kg                  |
| 2010                    | San Salvador (El Salvador) | Medalla de plata        | –90 kg                  |